# 미로슬라브 볼프
미로슬라브 볼프(크로아티아어: Miroslav Volf, 1956년 9월 ~ )는 크로아티아 출신의 미국 성공회 신학자이다.

## 생애 및 활동
오순절 교회의 목회자의 아들로 태어나 자그레브 대학교에서 고전 그리스어와 철학을 공부했으며B.A. 자브레브에 있는 개신교 신학교에서 신학을 공부했다. 미국 풀러 신학교에서 석사 학위M.A.를 독일 튀빙엔 대학교에서 위르겐 몰트만의 지도 아래 박사 학위Dr.Theol.와 교수 자격Dr.Theo.habil.을 취득했다. 이후 미국 풀러 신학교에서 조직신학을 가르쳤고 현재 예일 대학교에서 조직신학을 가르치며(헨리 B. 라이트 교수Henry B. Wright Professor), 예일 신앙과 문화 연구소Yale Center for Faith and Culture의 소장으로 활동하고 있다. 2002년 루이빌 대학교에서 수여하는 그라베마이어 상(종교 분야)을 받았다. 삼위일체론, 교회론과 같은 고전적인 조직신학 분야부터 종교와 인류 공영 문제, 지구화, 화해, 직업과 영성 문제 등과 같은 공공신학의 주제와 관련해 다양한 저서와 글을 남겼다. 특히 『배제와 포용』은 크리스채너티 투데이가 선정한 20세기 가장 영향력 있는 100권의 그리스도교 서적 중 한 권으로 꼽혔으며, 크리스천 센추리 또한 이 책을 지난 25년간 출간된 신학 도서 중 가장 중요한 책 중 한 권으로 선정된 바 있다.

## 미로슬라브 볼프 저서 목록
- The Sun Is Not Afraid of the Darkness: Theological Meditations on the Poetry of Aleksa Santic (Osijek: Izvori, 1986)
- Zukunft der Arbeit –Arbeit der Zukunft: Der Arbeitsbegriff bei Karl Marx und seine theologische Wertung (München/Mainz: Chr. Kaiser Verlag, 1988)
- Work in the Spirit: Toward a Theology of Work (New York: Oxford University Press, 1991)
- Gerechtigkeit, Geist und Schöpfung: Die Oxford-Erklärung zur Frage von Glaube und Wirtschaft (공동 편집) (Brockhaus Verlog, 1992)
- The Future of Theology: Essays in Honor of Jürgen Moltmann (공동 편집) (Eerdmans, 1996)
- Exclusion and Embrace: A Theological Exploration of Identity, Otherness, and Reconciliation (Nashville: Abingdon, 1996) 『배제와 포용』(박세혁 옮김, IVP, 2012)
- Trinität und Gemeinschaft: Eine Ökumenische Ekklesiologie (Mainz/Neukirchen-Vluyn: Grünewald Verlag/Neukirchener Verlag, 1996)
- A Spacious Heart: Essays on Identity and Belonging (공저) (Trinity Press, 1997)
- A Passion for God’s Reign: Theology, Christian Learning, and the Christian Self (편집) (Eerdmans, 1998)
- Free of Charge: Giving and Forgiving in a Culture Stripped of Grace (Grand Rapids: Zondervan, 2005) 『베풂과 용서』 (김순현 옮김, 복있는 사람, 2008)
- The End of Memory: Remembering Rightly in a Violent World (Grand Rapids: Eerdmans, 2006) 『기억의 종말』 (홍종락 옮김, IVP, 2016)
- Against the Tide: Love in a Time of Petty Dreams and Persisting Enmities (Grand Rapids, MI: Eerdmans, 2009)
- A Common Word: Muslims and Christians on Loving God and Neighbor (Eerdmans, 2009)
- Captive to the Word of God: Engaging the Scriptures for Contemporary Theological Reflection (Grand Rapids: Eerdmans, 2010) 『하나님의 말씀에 사로잡혀』 (홍병룡 옮김, 국제제자훈련원, 2012)
- A Public Faith: How Followers of Christ Should Serve the Common Good (Grand Rapids: Brazos Press, 2011) 『광장에 선 기독교』 (김명윤 옮김, IVP, 2014)
- Allah: A Christian Response (New York: HarperOne, 2011) 『알라』 (백지윤 옮김, IVP, 2016)
- Flourishing: Why We Need Religion in a Globalized World (New Haven: Yale University Press, 2016) 『인간의 번영』 (양혜원 옮김, IVP, 2017)